# Maria Lerch
Maria Lerch (* 25. Januar 1884 in Abtsgmünd, Württemberg; † 13. Mai 1962 in Bamberg, Oberfranken, Bayern) war eine deutsche Zeichnerin, Skulpteurin bzw. Bildhauerin.

## Schule und Studium
Nach dem Besuch der Volksschule war sie an der Oberschule für Mädchen in Rheinberg bei Gailingen und schloss diese mit der Mittleren Reife ab. 1904 bis 1906 bereitete sich in Biberach auf ein Studium vor. Ab 1906 studierte sie in München an der Königlichen Kunstgewerbeschule, wo sie bei Jakob Brandl Bildhauerei belegte, der ihr Hauptinteresse galt. Studienreisen führten sie nach Italien, Griechenland und in die Türkei sowie nach Paris. Nach acht Semestern legte sie in München ihr Staatsexamen als Zeichenlehrerin ab.

## Wirken
Sie ließ sich in Bamberg nieder, wo sie bis zu ihrem Tod in der Alten Schmiede der Alten Hofhaltung wohnte und darin ihr Atelier unterhielt. In dieser Stadt war sie ab 1915 an der Höheren Mädchenschule als Turn- und Zeichenlehrerin tätig.
In den 1920er und 1930er Jahren war sie ein häufiger Hausgast der Familie des Kunstsammlers und Kunstmäzens Otto Bamberger in dessen Jugendstil-Villa Sonnenhaus in Lichtenfels. Dieser erwarb verschiedene Werke von Lerch, darunter christliche Skulpturen aus Ton wie Maria mit dem Jesuskind. Zu ihrem Freundeskreis zählten auch der Kunstmaler Otto Boveri (1868–1946) und der Grafiker Alfred Heinz Kettmann.
Ab 1933 wirkte sie künstlerisch für die Stadt Herzogenaurach, wo sie unter anderem 1934 die Kiliansfigur am Brunnen an der Hauptstraße und eine Marienstatue an der Steinernen Brücke schuf sowie 1937 ein Mahnmal für den Jagdflieger Rudolf Berthold.
1944 verließ sie den Schuldienst und arbeitete von diesem Zeitpunkt an als freie Künstlerin. Nachdem Bamberg zum Ende des Zweiten Weltkrieges von den US-Amerikanern besetzt worden war, wirkte Maria Lerch als Leiterin der Abteilung für Bildhauerei an der von den US-Amerikanern für einen Zeitraum von rund 18 Monaten provisorisch zur Umerziehung eingerichteten Kunstschule im Bamberger Wasserschloss Concordia.
Im Jahr 1948 wurde sie aus Anlass der Einweihung der neu errichteten Steinernen Brücke zur Ehrenbürgerin Herzogenaurachs ernannt.
Die tiefreligiöse Maria Lerch arbeitete mit den Werkstoffen Gips, Stein, Ton und Wachs, schuf Grab- und Kriegerdenkmale sowie Heiligenfiguren. Ihre Werke entstanden als Auftragsarbeiten für Städte und Kirchengemeinden in ganz Franken. Von Lerch stammen unter anderem ein Terrakottarelief im Trauzimmer des Stadthauses in Herzogenaurach, das einen Lebensbaum zeigt, und der Kreuzweg in der katholischen Kirchengemeinde St. Kunigund in Bamberg.
Ausstellungen ihrer Werke fanden in Bamberg, Bayreuth, München und Regensburg statt.
Maria Lerch verstarb im Bürgerspital zu Bamberg und wurde auf dem dortigen Städtischen Friedhof, Abteilung III B 33, beigesetzt. Ihr Grab ist Teil des Kulturhistorischen Grabmalsweges der Stadt.
Den Nachlass Maria Lerchs erwarb die Stadt Bamberg.

## Mitgliedschaften
- Christliche Künstlergilde Nürnberg (ab 1946)[9]

## Ehrungen
- 3. September 1948: Ehrenbürgerin der Stadt Herzogenaurach[10]
- Benennung eines Weges in Bamberg-Gaustadt[11]
- Benennung einer Straße in Herzogenaurach[12]

## Schausammlung
Die Stadt Herzogenaurach zeigt in der Schausammlung ihres Stadtmuseums Werke von Maria Lerch und in einer Inszenierung deren früheres Atelier.

## Ausstellungen
- 2009 – Maria Lerch, aus Anlass des 125. Geburtstages, Stadtmuseum Herzogenaurach, 25. April bis 26. Juli[6]